# Мефодьева, Екатерина Андреевна
Екатерина Андреевна Мефодьева (15 ноября 1908, Москва — 9 февраля 1994, там же) — советская спортсменка, заслуженный мастер спорта СССР по хоккею с мячом и баскетболу (1946).

## Биография
В 1926 года начала играть в юниорском составе московской команде ССТС / СКиГ. Но в 1935 году перешла в «Динамо» (Москва).
В 1930—1950 гг. играла в баскетбол за московское «Динамо». В 1951—1952 — за БК МАИ.
Младшая сестра Надежда (1911—1992), хоккеистка с мячом, играла за «Динамо» (Москва).
Скончалась 9 февраля 1994 года в Москве. Похоронена на Преображенском кладбище.

## Достижения

### Хоккей с мячом
- Обладатель Кубка СССР — 1945, 1947
- Финалист Кубка СССР — 1941, 1946
- Бронзовый призёр чемпионата СССР — 1935 (в сборной «Динамо»)
- Чемпион Москвы — 1944, 1946
- Обладатель Кубка Москвы — 1945

### Баскетбол
- Чемпион СССР — 1934, 1936, 1937, 1938, 1939, 1940, 1944, 1945, 1948, 1951
- Обладатель Кубка СССР — 1949